# Плетизмография полового члена
Плетизмография полового члена (пенильная плетизмография, фаллометрия) — метод измерения кровоснабжениия полового члена. Обычно о кровотоке в члене судят по изменению окружности или объёма полового члена.
Метод используется при расследовании сексуальных преступлений, когда подозреваемому демонстрируют изображения, видео- и аудиозаписи, чтобы определить степень его сексуального возбуждения в ответ на соответствующие образы. Есть мнение, что пенильная плетизмография не всегда подходит для оценки сексуальных предпочтений испытуемого, но метаанализ работ на эту тему продемонстрировал, что самые точные результаты (32 % совпадений) дают исследования, в которых испытуемому демонстрируются образы детей.
Результаты плетизмографии используются для оценки свойств психики обвиняемого, а не для доказательства виновности в конкретном правонарушении в отношении определённого человека.
Применяются два типа плетизмографии полового члена:
- объёмный — измерение объёма члена при помощи воздушной камеры;
- периферический — измерение длины окружности тела полового члена.

Периферический тип более распространён, но объёмный является более точным.
Схожий метод измерения сексуального возбуждения женщин основан на измерении кровотока в стенках влагалища, но для измерений требуется долгое возбуждение испытуемой.

## Типы
Существует два типа плетизмографа полового члена:
1. объемная воздушная камера — помещается на пенис субъекта, по мере увеличения которого измеряется смещение воздуха.
2. кольцевой преобразователь — кольцо из ртути в каучуке или электромеханический тензометрический датчик, который помещается вокруг ствола пениса испытуемого для измерения изменения окружности.

Периферический тип, в виде кольцевого преобразователя, более распространен, но объемный метод считается более точным при низких уровнях возбуждения.
Примерно аналогичная процедура для женщин, вагинальная фотоплетизмография, измеряет кровоток через стенки влагалища, который, как утверждают исследователи, увеличивается во время сексуального возбуждения.

## История
Оригинальная объемная модель была разработана в 1950-х годах Куртом Фрейндом в тогдашней Чехословакии. Позже Фрейнд писал: «В начале пятидесятых годов гомосексуализм всё ещё был подсудным или неподсудным, но всё же правонарушением в Чехословакии. Я, конечно, был против этой меры, но я всё ещё думал, как и мои коллеги в психиатрической университетской больнице в Праге, где я работал, что гомосексуализм был эмпирически приобретённым неврозом». Затем он разработал фаллометрию, чтобы заменить психоаналитические методы оценки, потому что «психоанализ оказался неудачным, практически непригодным в качестве инструмента для индивидуальной диагностики или исследования. Когда фаллометрия стала выглядеть многообещающе как тест эротических половых и возрастных предпочтений, мы начали использовать её главным образом как тест на педофилию, то есть определение того, кто имеет эротические предпочтения детей по сравнению со взрослыми».
В послевоенной Чехословакии коммунистическое правительство поручило Фрейнду выявить среди призывников мужчин, которые ложно объявляли себя геями, чтобы избежать призыва. Фрейнд (1957) разработал первый прибор, который измерял изменения объема полового члена, различать гомосексуалистов и гетеросексуалов для чехословацкой армии. Когда он бежал из Европы в Канаду, Фрейнд смог продолжить свои исследования, используя фаллометрию для оценки сексуальных преступников. В то время попытки разработать методы превращения гомосексуалистов в гетеросексуалов предпринимались многими сексологами, включая Джона Бэнкрофта, Альберта Эллиса и Уильяма Мастерса из Института Мастерса и Джонсона. Поскольку фаллометрия показала, что такие методы были неудачными, Фрейнд был одним из первых сексологов, заявивших, что такие попытки неэтичны. Декриминализация гомосексуализма, основанная главным образом на исследованиях Фрейнда, произошла в Чехословакии в 1961 году.

## Надёжность и законность
В 1994 году «Руководство по диагностике и статистике психических расстройств», выпущенное Американской психиатрической ассоциацией, сообщило, что пенильная плетизмография применялась в качестве исследовательского метода для оценки различных парафилий путём измерения сексуального возбуждения индивида в качестве реакции на визуальные и слуховые образы. Надежность и законность этой процедуры в клинической оценке не были хорошо установлены, и клинический опыт показывает, что испытуемые могут имитировать реакцию, манипулируя мысленными образами. В отличие от этого, недавний метаанализ подтверждает обоснованность фаллометрического тестирования как меры сексуальных интересов у детей в 37 выборках и 6785 индивидуумах.
В 1998 году Хэнсон и Бассиер опубликовали метаанализ 61 исследования, посвящённого прогнозированию сексуальных преступлений, которое охватывало 40 тысяч испытуемых. Было установлено, что реакция на образы детей — самая достоверная из всех, которые изучались при помощи пенильной плетизмографии. Результаты, полученные этим методом, подтвердились сексуальными преступлениями в будущем.
В 2005 году другой метаанализ 73 исследований также подтвердил эффективность пенильной плетизмографии с использованием образов детей.
Более поздний метаанализ, который включал 16 образцов и 2709 сексуальных преступников, повторил и расширил предыдущие выводы о том, что фаллометрическая реакция на детей является предиктором повторного сексуального преступления. Этот метаанализ расширил предыдущие метааналитические исследования, показав, что фаллометрические реакции на мужские и женские педофильные и гебефильные стимулы предсказывают сексуальное повторное преступление. Кроме того, этот метаанализ показал, что фаллометрическое тестирование предсказывает повторное сексуальное преступление в различных подгруппах сексуальных преступников против детей.
Метод был подвергнут критике: способность многих обследуемых контролировать собственные реакции путём концентрации (Schouten 1992), высокое количество ложноположительных и ложноотрицательных результатов и неточность показаний. В Соединённых Штатах показания плетизмографии полового члена не могут быть использованы в суде.

### Критика методологических проблем
Существует критика методологии, используемой для определения надежности и специфичности плетизмографии полового члена. Один из таких критических замечаний заключается в том, что, хотя считается, что плетизмография полового члена более объективна, чем субъективные отчеты испытуемых о сексуальном возбуждении, аргумент в пользу того, что плетизмография полового члена является более надежным индикатором сексуального возбуждения, чем вагинальная плетизмография, все же существует более высокое соответствие в среднем между тем, что сообщают испытуемые, и тем, что наблюдают приборы у мужчин, чем у женщин. Существует критика этого несоответствия за отсутствие последовательности в стандартах полезности субъективных отчетов. Существует также критика в отношении возможности большей предвзятости выборки у мужчин-испытуемых плетизмографии полового члена, чем у женщин-испытуемых вагинальной плетизмографии, поскольку мужчины, как правило, более осведомлены о своих физических сексуальных реакциях, чем женщины. Это может привести к тому, что добровольцы-мужчины будут почти исключительно индивидуумами, имеющими категорию специфических эрекций из-за тех, у кого неспецифические эрекции и поэтому не подписываются на исследования. Этот эффект может объяснить очевидную мужскую специфику в результате методологической предвзятости. Различие между тестами добровольцев и тестами осужденных или подозреваемых сексуальных преступников в результатах плетизмографии полового члена может быть вызвано тем, что группа сексуальных преступников часто фактически не имеет выбора не быть добровольцем, без различия в моделях эрекции от средней популяции. Одним из критических замечаний в отношении исследований рецидивов является то, что культурные установки, предполагающие, что мужчины сексуально привлекательны к тому, на что они фаллометрически реагируют, могут заставить мужчин, не имеющих реального сексуального интереса к детям, идентифицировать себя как педофилов, зная, что они фаллометрически реагируют на них, что делает их более вероятными для повторного осуждения.

## Применение

### Эректильная дисфункция
Плетизмограф полового члена имеет значение для скрининга органической и психогенной эректильной дисфункции в урологических полисомнографических центрах. Отсутствие сексуальной реакции во время быстрого сна может указывать на необходимость дальнейшего обследования у уролога.
При помощи плетизмографа можно отличить органические и психогенные причины, которые вызывают эректильную дисфункцию. Так же фаллометрия позволяет оценивать успешность лечения эректильной дисфункции.

### Нервосберегающая хирургия
Плетизмография также может использоваться при удалении предстательной железы (простатэктомия). Для того, чтоб определить точное расположение кавернозного нерва и не повредить его во время операции, хирург подаёт на нерв небольшой электрический импульс. Если при этом плетизматограф регистрирует увеличение объёма полового члена, это означает, что место прохождения нерва определено правильно. Такой метод позволяет уменьшить сроки восстановления эректильной функции после операции.

### Сексуальная ориентация
При помощи пенильной плетизмографии можно отличить гомосексуальных мужчин от гетеросексуальных.
В одном исследовании при помощи плетизмографии было показано, что гомофобные мужчины, которые утверждали, что сами являются гетеросексуалами, возбуждаются в ответ на гомосексуальные стимулы.

### Педофилия
Исследования эффективности использования пенильной плетизмографии для выявления педофилов показывают, что этим методом испытуемые правильно определяются как педофилы или не педофилы. В разных исследованиях точность метода при выявлении педофилов оценивается от 29 % до 61 %. Чувствительность фаллометрического теста определяется как точность теста для идентификации педофильных (или гебефильных) лиц, имеющих эти сексуальные интересы. Специфичность этих тестов определяется как точность теста для выявления непедофильных (или не гебефильных) лиц как таковых. Метааналитические исследования показали, что сексуальные преступники в отношении детей демонстрируют большую реакцию на фаллометрические тесты на педофилию и гебефилию, чем контрольные группы.

### Объемная плетизмография полового члена
В одном исследовании 21 % испытуемых были исключены по различным причинам, в том числе «эротическое возрастное предпочтение испытуемого было неопределенным, а его фаллометрически диагностированное половое предпочтение было таким же, как и его вербальное утверждение» и попытки повлиять на результат теста. Это исследование показало, что чувствительность для выявления педогебефилии у сексуальных преступников в отношении детей, признающих этот интерес, составляет 100 %. Кроме того, было установлено, что чувствительность этого фаллометрического теста при частичном признании сексуальных правонарушителей в отношении детей составляет 77 %, а при отрицании сексуальных правонарушителей в отношении детей — 58 %. Специфичность этого объемного фаллометрического теста на педогебефилию оценивалась в 95 %.
Дальнейшие исследования Фрейнда показали, что чувствительность объемного теста на педогебефилию составляет 35 % для сексуальных преступников в отношении детей с одной жертвой женского пола, 70 % для тех, у кого есть две или более жертвы женского пола, 77 % для тех, у кого есть одна жертва мужского пола, и 84 % для тех, у кого есть две или более жертвы мужского пола. В этом исследовании специфичность теста оценивалась как 81 % у местных мужчин и 97 % у сексуальных преступников в отношении взрослых. В аналогичном исследовании чувствительность объемного теста на педофилию составила 62 % для сексуальных преступников в отношении детей с одной жертвой женского пола, 90 % для тех, у кого есть две или более жертв женского пола, 76 % для тех, у кого есть одна жертва мужского пола, и 95 % для тех, у кого есть две или более жертв мужского пола.
В отдельном исследовании чувствительность метода для различения педогебефильных мужчин и непедогебефильных мужчин оценивалась в диапазоне от 29 % до 61 % в зависимости от подгруппы. В частности, чувствительность была оценена как 61 % для сексуальных преступников в отношении детей с 3 или более жертвами и 34 % для инцест-преступников. Специфичность теста с использованием выборки сексуальных преступников в отношении взрослых составила 96 %, а площадь под кривой для теста была оценена как равная 86. Дальнейшие исследования этой группы показали, что специфичность данного теста составляет 83 % в выборке лиц, не являющихся правонарушителями. Более поздние исследования показали, что объемная фаллометрия имеет чувствительность 72 % для педофилии, 70 % для гебефилии и 75 % для педогебефилии и специфичность 95 % и 91 % для этих парафилий соответственно.

### Круговая плетизмография полового члена
В других исследованиях изучалась чувствительность и специфичность окружной фаллометрии для выявления различных сексуальных интересов у детей. Чувствительность окружного фаллометрического теста на педофилию была оценена как 63 % у сексуальных преступников против детей, 65 % у внесемейных преступников против детей и 68,4 % у инцест-преступников. Дополнительные исследования показали, что различные окружные фаллометрические тесты имеют чувствительность 93 %, 96 %, 35 %, 78 % и 50 % в сексуальных преступлениях против детей. У лиц, совершивших инцест, чувствительность окружных фаллометрических тестов была оценена как 19 %, а у лиц, совершивших инцест в отношении детей, как 60 %. С точки зрения специфичности этих тестов на педофилию, исследования оценивали их специфичность как 92 %, 82 %, 76 %, и 92 % в выборках общинных мужчин и 80 % и 92 % в сексуальных преступлениях против взрослых.
В одном исследовании была изучена точность окружного фаллометрического теста на гебефилию. Это исследование показало, что чувствительность теста на гебефилию составляет 70 % у внесемейных преступников против детей и 52 % у инцест-преступников. Кроме того, специфичность этого фаллометрического теста составила 68 % в выборке местных мужчин.
Другие исследования показали, что различные фаллометрические тесты на педогебефилию имеют чувствительность 75 % у инцест-преступников, 67 % у внесемейных преступников против детей. Кроме того, Абель и его коллеги обнаружили, что эфебофильные стимулы имеют чувствительность 50 %.

### Биастофилия
Биастофилия — парафилия, при которой сексуальное возбуждение становится зависимым от самого акта изнасилования или нападения с целью изнасилования.
Есть данные, позволяющие утверждать, что при помощи фаллометрии можно отличать мужчин, которые испытывают половое возбуждение от насилия.

## Применение в США
В Соединённых Штатах показания прибора не могут быть использованы в суде, если надёжность прибора не является общепринятой в соответствующей научной среде. Суды, в которых представляются доказательства, основанные на пенильной плетизмографии, обычно отклоняют такие доказательства, ссылаясь на недостаточную надёжность метода.
Верховный суд США определяет плетизмографию полового члена как ненадёжный метод, ссылаясь на две причины: научная литература не описывает этот метод, как надёжный; большинство обвиняемых в инцесте, чья вина была доказана, не показывают никаких отклонений при прохождении теста. Большая доля ложно-отрицательных результатов делает метод ненадёжным.
Согласно Barker и Howell, плетизмография полового члена не используется в судебной практике по нескольким причинам:
- отсутствие стандартов;
- результаты испытаний недостаточно точны;
- испытуемый может контролировать степень возбуждения;
- высокая доля ложных результатов;
- результаты испытания можно по-разному интерпретировать.

Все эксперты, которые пишут о фаллометрии, предостерегают, что этот метод является недостаточно надёжным, чтобы использоваться для определения виновности человека, обвиняемого в сексуальном преступлении.
Преступники, признавшиеся в сексуальных преступлениях и согласившиеся пройти пенильную плетизмографию, сообщали после процедуры, что легко, особенно в лаборатории, подавить возбуждение и таким образом обмануть плетизмограф. Это удалось 16 % испытуемых.

## Канада
Верховный суд Канады поддержал суд низшей инстанции, который исключил из доказательств по делу результаты пенильной плетизмографии: точность исследования, которая может быть полезна для оценки успешности терапии, недостаточна для того, чтобы использоваться в суде.